# Jim Boylen
James "Jim" Francis Boylen (East Grand Rapids, 18 de abril de 1965) é um treinador de basquete norte-americano que atualmente é assistente do Indiana Pacers da National Basketball Association (NBA). 
Boylen foi treinador principal da Universidade de Utah de 2007 a 2011. O cargo em Utah foi sua primeira posição como treinador principal após passar mais de uma década como assistente na NBA e na NCAA.

## Carreira como jogador
Boylen nasceu em East Grand Rapids, Michigan, em 1965, e frequentou a Universidade do Maine, onde foi capitão da equipe durante duas temporadas. Boylen se formou em administração de empresas no Maine em 1987.

## Carreira como treinador

#### Primeiros anos
Boylen começou sua carreira como assistente do treinador, Jud Heathcote, na Universidade Estadual de Michigan. Ele ficou lá de 1987 a 1992 antes de aceitar uma posição no Houston Rockets da NBA. Como assistente técnico dos Rockets, Boylen ajudaria a equipe a vencer dois títulos da NBA.
Após sua passagem de 11 anos por Houston, Boylen se tornou assistente técnico do Golden State Warriors e do Milwaukee Bucks. Após 13 anos na NBA, ele retornou a Michigan State como assistente. Como principal assistente de Tom Izzo, ele ajudou a levar Michigan a um recorde de 45-23 em dois anos, incluindo duas aparições na NCAA.

#### Universidade de Utah
Logo depois, Boylen assumiu o cargo de treinador principal da Universidade de Utah. Em sua primeira temporada, ele trouxe mais consistência a equipe, guiando-os para seu primeiro recorde de vitórias em dois anos e sua primeira vaga na pós-temporada desde 2005. Utah terminou a temporada com um recorde de 18-15, derrotando UTEP na primeira rodada do College Basketball Invitational de 2008 antes de perder para o eventual campeão, Tulsa.
Em sua segunda temporada, Boylen levou a equipe para o título da Mountain West Conference, levando-os a um recorde de 21-9 na temporada regular (12-4 no Mountain West) e vencendo o torneio da conferência. Utah acabou perdendo para Arizona no Torneio da NCAA.
Depois de vários jogadores importantes da equipe se formarem na temporada de 2008-09, Utah teve dificuldades na terceira temporada de Boylen, regredindo a um recorde de derrotas e terminando na metade inferior da Mountain West Conference. Suas 17 derrotas marcaram o seu segundo pior total nos últimos 20 anos, com apenas os Utes de 2007 tendo mais na temporada.
Na quarta temporada de Boylen, a equipe teve um recorde de 13-18 e Boylen acabou sendo demitido em 12 de março de 2011.

#### San Antonio Spurs
Em 28 de junho de 2013, Boylen foi contratado pelo San Antonio Spurs como assistente técnico para a temporada de 2013-14. Boylen venceu seu terceiro título da NBA depois que os Spurs derrotou o Miami Heat por 4-1 nas finais da NBA de 2014.

#### Chicago Bulls
Em 17 de junho, Boylen foi nomeado assistente técnico do Chicago Bulls. Em 3 de dezembro de 2018, os Bulls promoveram Boylen para o cargo de treinador, quando Fred Hoiberg foi dispensado de suas funções após um início de 5-19 na temporada de 2018-19.
Em 14 de agosto de 2020, os Bulls demitiram Boylen após um recorde de 39-84 em duas temporadas sem aparições nos playoffs. Sua porcentagem de vitórias de 32% foi a segunda pior na história da franquia (mínimo de 100 jogos), atrás apenas de Tim Floyd (20%).
Em 20 de outubro de 2021, a Seleção Americana anunciou que Boylen havia sido contratado como treinador principal da equipe de qualificação para a Copa do Mundo de Basquete em novembro.

## Recorde como treinador

### Universitário
| Utah Utes (Mountain West Conference) (2007–2011) |          |       |       |          |                                |  |  |  |
| 2007–08                                          | Utah     | 18–15 | 7–9   | 6° Lugar | Eliminado na 2° Rodada do CBI  |  |  |  |
| 2008–09                                          | Utah     | 24–10 | 12–4  | 1° Lugar | Eliminado na 1° Rodada da NCAA |  |  |  |
| 2009–10                                          | Utah     | 14–17 | 7–9   | 5° Lugar |                                |  |  |  |
| 2010–11                                          | Utah     | 13–18 | 6–10  | 7° Lugar |                                |  |  |  |
| Carreira                                         | Carreira | 69–60 | 32–32 |          |                                |  |  |  |

### NBA
|          |          |     |    |    |      |                       | Playoffs | Playoffs | Playoffs | Playoffs |                      |
| Time     | Ano      | J   | V  | D  | %    | Classificação         | J        | V        | D        | %        | Resultado            |
| -------- | -------- | --- | -- | -- | ---- | --------------------- | -------- | -------- | -------- | -------- | -------------------- |
| Chicago  | 2018–19  | 58  | 17 | 41 | .293 | 5° na Divisão Central | —        | —        | —        | —        | Não foi aos Playoffs |
| Chicago  | 2019–20  | 65  | 22 | 43 | .338 | 3° na Divisão Central | —        | —        | —        | —        | Não foi aos Playoffs |
| Carreira | Carreira | 123 | 39 | 84 | .315 |                       | -        | -        | -        | –        |                      |

Fonte: